# Claridad de un diamante

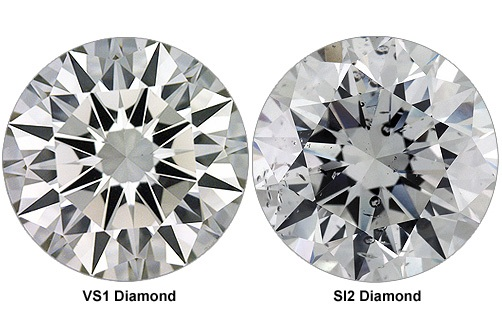
Dos diamantes de grado VS_{1} y SI_{2} respectivamente

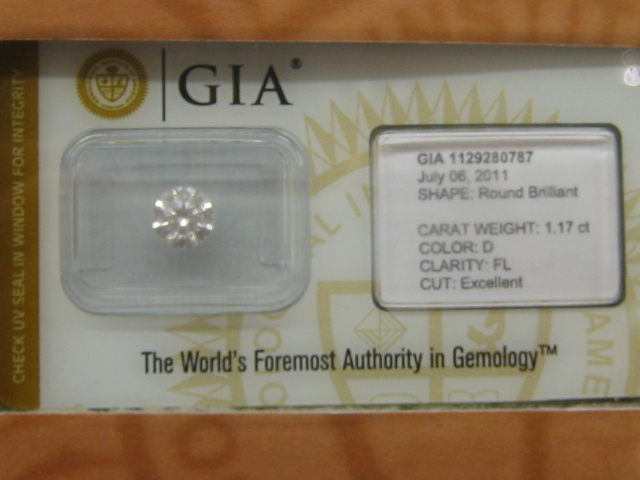
Diamante certificado FL (flawless o impecable) por el GIA

La claridad de un diamante es una cualidad relacionada con la apariencia visual de las características internas de la pieza, llamadas inclusiones, y con los defectos superficiales, llamados imperfecciones. La claridad es una de las cuatro C de la clasificación de diamantes; las otras son carats (el peso en quilates), el color y el corte.
Las inclusiones son sólidos, líquidos o gases que quedan atrapados en un mineral durante su formación. Pueden ser cristales de un material extraño o incluso de otro diamante, o pueden haberse producido imperfecciones estructurales, como pequeñas grietas que le dan al diamante un aspecto blanquecino o turbio. La cantidad, el tamaño, el color, la ubicación relativa, la orientación y la visibilidad de las inclusiones pueden afectar a la claridad relativa de un diamante. El grado de claridad se asigna según la apariencia general de la piedra observada con una lupa de diez aumentos, el instrumento estándar utilizado en el mundo de la joyería.
La mayoría de las inclusiones presentes en diamantes de calidad gema no afectan a su capacidad de refractar la luz ni a su integridad estructural, y no son visibles a simple vista. Sin embargo, las nubes grandes pueden afectar a la capacidad del diamante para transmitir y dispersar la luz. Las grietas grandes cerca de la superficie o que la rompen pueden reducir su resistencia a la fractura.
Los diamantes con mayor claridad son más valorados, y un diamante "Impecable", algo extremadamente raro, alcanza precios más altos. Las inclusiones o imperfecciones menores son útiles, ya que pueden utilizarse como marcas de identificación únicas, análogas a las huellas dactilares. Además, a medida que mejora la tecnología de los diamantes sintéticos y la distinción entre diamantes naturales y sintéticos se vuelve más difícil, las inclusiones o imperfecciones pueden utilizarse como prueba de origen natural.
Los diamantes con muchas inclusiones solían estar destinados exclusivamente a uso industrial. En los últimos años, los diamantes sal y pimienta han ganado cada vez más popularidad.

## Inclusiones y defectos
Existen varios tipos de inclusiones y defectos que afectan a la claridad de un diamante en distintos grados. Las características resultantes de los procedimientos de mejora de los diamantes, como los rastros de un tratamiento con rayos láser, también se consideran inclusiones o defectos.

### Inclusiones
- Nubes
- Plumas
- Cristales o minerales incluidos
- Nudos
- Cavidades
- Clavaje
- Barbas
- Granulado interno
- Puntos de precisión
- Líneas láser
- Líneas cruzadas (twinwisp)
- Centro de grano
- Perforación láser
- Nudo
- Aguja

### Defectos
- Líneas de pulido
- Límites de grano
- Naturales
- Rayos
- Mellas
- Puntos de luz
- Abrasiones

## Clasificación de claridad

### Sistema de clasificación del Instituto Gemológico de América  =

#### Historia
En 1952, Richard T. Liddicoat, junto con Marquis Person, Joe Phillips, Robert Crowningshield y Bert Krashes comenzaron a trabajar en un nuevo sistema de clasificación de diamantes, al que denominaron "clasificación y evaluación de diamantes". En 1953, lanzaron su nuevo sistema, que evaluaba tres aspectos de los diamantes: factura, color y claridad. Tomaron la terminología utilizada en la industria en aquel momento y refinaron las definiciones para crear una escala de claridad que permitiera clasificar los diamantes de forma uniforme. El sistema en aquel entonces contenía nueve grados: Impecable, VVS1, VVS2, VS1, VS2, SI1, SI2, I1 e I2. La «I» de los grados I1 e I2 originalmente significaba «Imperfecto».
Durante la década de 1970, se introdujeron dos cambios en el sistema. En primer lugar, se añadió la calificación "Internamente Sin Defectos", ya que el GIA observó que muchos diamantes se tallaban de forma agresiva para eliminar cualquier imperfección superficial, lo que reducía la calidad de corte ("factura") de los diamantes. La calificación "Internamente Sin Defectos" ofreció a los talladores de diamantes la opción de dejar imperfecciones en la superficie de la piedra y lograr una calificación superior a VVS1. El segundo cambio en el sistema de clasificación fue la introducción de la calificación I3. Este cambio se realizó en respuesta al creciente número de diamantes tallados con muy baja claridad.
El último cambio en el sistema de clasificación de claridad tuvo lugar en la década de 1990, cuando el término "imperfecto" se cambió a "con inclusiones".

#### Sistema moderno de clasificación GIA
| Categoría | Impecable (Flawless) | Internamente impecable (Internally Flawles) | Muy muy ligeramente con inclusiones (Very Very Slightly Included) | Muy muy ligeramente con inclusiones (Very Very Slightly Included) | Muy ligeramente con inclusiones (Very Slightly Included) | Muy ligeramente con inclusiones (Very Slightly Included) | Ligeramente con inclusiones (Slightly Included) | Ligeramente con inclusiones (Slightly Included) | Con inclusiones (Included) | Con inclusiones (Included) | Con inclusiones (Included) |
| Grado     | FL                   | IF                                          | VVS1                                                              | VVS2                                                              | VS1                                                      | VS2                                                      | SI1                                             | SI2                                             | I1                         | I2                         | I3                         |

La escala de clasificación de diamantes GIA se divide en seis categorías y once grados. Las categorías y grados de claridad son:
- Categoría 'Impecable' (FL o Flawless): los diamantes no presentan inclusiones ni imperfecciones visibles con un aumento de 10x.[3]
- Categoría Impecable internamente (IF o Internally Flawless): los diamantes no presentan inclusiones visibles con un aumento de 10x, solo pequeñas imperfecciones en la superficie del diamante.[3]
- Categoría Muy muy ligeramente con inclusiones (VVS o Very Very Slightly Included): los diamantes presentan inclusiones diminutas que son difíciles de ver con un aumento de 10x para un clasificador experto.[3] La categoría VVS se divide en dos grados: VVS1 indica un grado de claridad superior a VVS2. La categoría VVS se establece mediante puntos y agujas.[2]
- Categoría Muy ligeramente con inclusiones (VS o Very Slightly Included): tienen inclusiones menores que son relativamente difíciles de ver para un clasificador capacitado al observarlos con un aumento de 10x.[3] La categoría VS se divide en dos grados; VS1 denota un grado de claridad mayor que VS2. Típicamente, las inclusiones en diamantes VS son invisibles sin aumento; sin embargo, con poca frecuencia, algunas inclusiones VS2 aún pueden ser visibles. Un ejemplo sería un diamante grande de talla esmeralda que tiene una pequeña inclusión debajo de la esquina de la tabla.[2]
- Categoría Ligeramente con inclusiones (SI o Slightly Included): tienen inclusiones notables que son fáciles o muy fáciles de ver para un clasificador capacitado cuando se observan con 10 aumentos.[3] La categoría SI se divide en dos grados; SI1 denota un grado de claridad mayor que SI2. Estos defectos pueden o no ser perceptibles a simple vista.[4]
- Categoría  con inclusiones (I o Included): los diamantes tienen inclusiones que generalmente son visibles sin aumento o que amenazan la durabilidad de la piedra. La categoría I se divide en tres grados; I1 denota un grado de claridad superior a I2, que a su vez es superior a I3. Las inclusiones en diamantes I1 suelen ser visibles a simple vista. Las inclusiones I2 son fáciles de ver, mientras que los diamantes I3 presentan inclusiones grandes y extremadamente visibles que suelen afectar el brillo del diamante, además de presentar inclusiones que a menudo pueden comprometer su estructura.[2]

##### Procedimiento de clasificación de claridad GIA
La clasificación de claridad GIA se realiza con una lupa de 10 aumentos e iluminación de campo oscuro. El Laboratorio GIA utiliza como equipo estándar microscopios estereoscópicos binoculares con zoom a mayores aumentos. Estos microscopios están equipados con iluminación de campo oscuro, así como con una luz superior con filtro ultravioleta. Cuando se realiza la clasificación con una lupa de manual de 10 aumentos, la iluminación de campo oscuro es más difícil de lograr. El clasificador debe utilizar una fuente de luz de tal manera que la base de la piedra esté iluminada lateralmente y la corona esté protegida de la luz.
Tras limpiar a fondo el diamante, se maneja con pinzas. El clasificador observa el diamante por primera vez a través de la mesa superior, estudiando la zona de la culata en busca de inclusiones. A continuación, se coloca el diamante y se recoge con las pinzas, sujetándolo de ceñidor a ceñidor. En esta posición, se puede estudiar el diamante desde el lado del pabellón y desde el lado de la corona, examinando cada faceta en busca de inclusiones. Una vez examinado a fondo un sector del diamante, el clasificador lo gira en la pinza para examinar el sector adyacente. El clasificador utiliza iluminación de campo oscuro para revelar las características y alterna con iluminación superior reflejada para determinar si una característica se encuentra en la piedra, en su superficie o en ambas. Si el clasificador utiliza un microscopio estereoscópico, puede ampliarlo a un aumento mayor para observar con más detalle una inclusión, pero luego vuelve a un aumento de 10 para evaluar su impacto en la clasificación de claridad.
Si se ha utilizado un microscopio binocular estereoscópico, se realiza una evaluación final con una lupa de 10 aumentos antes de emitir un juicio definitivo sobre la claridad de la piedra. El clasificador primero determina la categoría de claridad del diamante: ninguna (FL, o IF para una imperfección), mínima (VVS), menor (VS), notable (SI) u obvia (I). A continuación, se decide la clasificación del diamante.

### Sistemas de clasificación de otras organizaciones
El sistema de clasificación de claridad desarrollado por el GIA se ha utilizado en toda la industria, así como por otras agencias de clasificación de diamantes, como la Sociedad Gemológica de Estados Unidos (AGS) y el Instituto Gemológico Internacional (IGI). Existen otros laboratorios más pequeños que también utilizan el sistema GIA. Estas agencias de clasificación basan sus clasificaciones de claridad en las características de las inclusiones visibles para un profesional cualificado cuando un diamante se observa desde arriba con una lupa de 10 aumentos.

#### Confederación Mundial de Joyería
| GIA   | GIA   | GIA   | GIA   | todas las piedras' | todas las piedras' | todas las piedras' | todas las piedras' | FL              | FL              | IF              | IF              | VVS1 | VVS1 | VVS1 | VVS2 | VVS2 | VVS2 | VS1 | VS1 | VS1 | VS2 | VS2 | VS2 | SI1 | SI1 | SI1 | SI1 | SI1 | SI2 | SI2 | SI2 | SI2 | SI2 | I1 | I1 | I1 | I1 | I2  | I2  | I2  | I2  | I3   | I3   | I3   | I3   |
| CIBJO | CIBJO | CIBJO | CIBJO | más de 0,47 qt     | más de 0,47 qt     | más de 0,47 qt     | más de 0,47 qt     | Limpio con lupa | Limpio con lupa | Limpio con lupa | Limpio con lupa | VVS1 | VVS1 | VVS1 | VVS2 | VVS2 | VVS2 | VS1 | VS1 | VS1 | VS2 | VS2 | VS2 | SI1 | SI1 | SI1 | SI1 | SI1 | SI2 | SI2 | SI2 | SI2 | SI2 | PI | PI | PI | PI | PII | PII | PII | PII | PIII | PIII | PIII | PIII |
| CIBJO | CIBJO | CIBJO | CIBJO | menos de 0,47 qt   | menos de 0,47 qt   | menos de 0,47 qt   | menos de 0,47 qt   | Limpio con lupa | Limpio con lupa | Limpio con lupa | Limpio con lupa | VVS  | VVS  | VVS  | VVS  | VVS  | VVS  | VS  | VS  | VS  | VS  | VS  | VS  | SI  | SI  | SI  | SI  | SI  | SI  | SI  | SI  | SI  | SI  | PI | PI | PI | PI | PII | PII | PII | PII | PIII | PIII | PIII | PIII |

La Confederación Mundial de Joyería desarrolló la "Escala Internacional de Claridad" para clasificar diamantes. Esta escala de claridad refleja la escala de clasificación GIA, con la diferencia de que varía la nomenclatura. El sistema nombra estos grados de claridad: Limpio con Lupa, Inclusiones muy, muy pequeñas (VVS1 y VVS2), Inclusiones muy pequeñas (VS1 y VS2), Inclusiones pequeñas (SI1 y SI2), Piqué (P1, P2 y P3; de una palabra francesa que significa "con imperfecciones").
La clasificación de claridad según los estándares de la WJC se realiza mediante un examen con una lupa de 10 aumentos acromática y sin aberración esférica con luz normal.

#### Sociedad Americana de Gemología
| GIA | GIA | FL | FL | IF | IF | VVS1 | VVS1 | VVS1 | VVS2 | VVS2 | VVS2 | VS1 | VS1 | VS1 | VS2 | VS2 | VS2 | SI1 | SI1 | SI1 | SI2 | SI2 | SI2 | I1 | I1 | I1 | I1 | I2 | I2 | I2 | I2 | I3 | I3 | I3 | I3 |
| AGS | AGS | 0  | 0  | 0  | 0  | 1    | 1    | 1    | 2    | 2    | 2    | 3   | 3   | 3   | 4   | 4   | 4   | 5   | 5   | 5   | 6   | 6   | 6   | 7  | 7  | 7  | 8  | 8  | 8  | 9  | 9  | 9  | 10 | 10 | 10 |

La Sociedad Americana de Gemología clasifica la claridad en una escala numérica del 0 al 10. Estas calificaciones numéricas se correlacionan casi exactamente con el sistema GIA, pero con algunas diferencias. Los grados sin defectos y sin defectos internos (0) se agrupan con una notación que define si la piedra está libre de imperfecciones externas. Los grados VVS a SI se numeran del 1 al 6, y luego hay cuatro grados del 7 al 10 para la categoría de piedras con inclusiones.
La clasificación de claridad según los estándares de la AGS requiere un examen con un microscopio estereoscópico binocular con zoom ajustable e iluminación de campo oscuro.

#### Consejo Internacional del Diamante
| GIA | GIA | GIA | GIA | FL              | FL              | FL              | FL              | IF              | IF              | IF              | IF              | VVS1 | VVS1 | VVS1 | VVS1 | VVS2 | VVS2 | VVS2 | VVS2 | VS1 | VS1 | VS1 | VS1 | VS2 | VS2 | VS2 | VS2 | SI1 | SI1 | SI1 | SI1 | SI2 | SI2 | SI2 | SI2 | I1 | I1 | I1 | I1 | I2  | I2  | I2  | I2  | I3   | I3   | I3   | I3   |
| IDC | IDC | IDC | IDC | Limpio con lupa | Limpio con lupa | Limpio con lupa | Limpio con lupa | Limpio con lupa | Limpio con lupa | Limpio con lupa | Limpio con lupa | VVS1 | VVS1 | VVS1 | VVS1 | VVS2 | VVS2 | VVS2 | VVS2 | VS1 | VS1 | VS1 | VS1 | VS2 | VS2 | VS2 | VS2 | SI1 | SI1 | SI1 | SI1 | SI2 | SI2 | SI2 | SI2 | PI | PI | PI | PI | PII | PII | PII | PII | PIII | PIII | PIII | PIII |

El Consejo Internacional del Diamante (IDC) utiliza un estándar muy similar al del CIBJO. Las piedras limpias a simple vista del IDC con imperfecciones externas se anotan en el informe de clasificación. La clasificación de claridad del IDC se realiza mediante un examen con una lupa acromática y aplanática de 10 aumentos con luz normal.

#### Laboratorio Gemológico Europeo
| GIA       | GIA       | GIA       | GIA       | FL | FL | IF | IF | VVS1 | VVS1 | VVS1 | VVS2 | VVS2 | VVS2 | VS1 | VS1 | VS1 | VS2 | VS2 | VS2 | SI1 | SI1 | SI1 | SI1 | SI1 | SI2 | SI2 | SI2 | SI2 | SI2 | I1  | I1  | I1 | I1 | I1 | I2 | I2 | I2 | I2 | I3 | I3 | I3 | I3 |
| EGL USA   | EGL USA   | EGL USA   | EGL USA   | IF | IF | IF | IF | VVS1 | VVS1 | VVS1 | VVS2 | VVS2 | VVS2 | VS1 | VS1 | VS1 | VS2 | VS2 | VS2 | SI1 | SI1 | SI1 | SI1 | SI2 | SI2 | SI2 | SI2 | SI3 | SI3 | SI3 | SI3 | I1 | I1 | I1 | I2 | I2 | I2 | I2 | I3 | I3 | I3 | I3 |
| EGL India | EGL India | EGL India | EGL India | FL | FL | IF | IF | VVS1 | VVS1 | VVS1 | VVS2 | VVS2 | VVS2 | VS1 | VS1 | VS1 | VS2 | VS2 | VS2 | SI1 | SI1 | SI1 | SI1 | SI2 | SI2 | SI2 | SI2 | SI3 | SI3 | SI3 | SI3 | P1 | P1 | P1 | P2 | P2 | P2 | P2 | P3 | P3 | P3 | P3 |

El Laboratorio Gemológico Europeo (EGL) introdujo el SI3 como grado de claridad. Si bien se concibió como un rango para incluir piedras en el límite entre SI2 y I1, ahora se usa comúnmente para referirse a las piedras I1 que están casi "limpias a simple vista", es decir, con inclusiones que no son visibles a simple vista. Dado que el GIA y el EGL utilizan la misma nomenclatura, pero aplican los estándares de forma diferente, los compradores de diamantes pueden ser fácilmente confundidos o engañados.

## Consideraciones para la clasificación de claridad
Todas las clasificaciones reflejan la apariencia que un clasificador experimentado percibe al observar el diamante desde arriba con una lupa de 10 aumentos, aunque durante el proceso se utilizan mayores aumentos y la observación desde otros ángulos. El clasificador estudia las características internas del diamante y las juzga basándose en cinco factores de claridad: tamaño, número, posición, naturaleza y color o relieve. La clasificación de claridad se evalúa en función de las inclusiones más visibles, las llamadas "inclusiones de engaste". Las inclusiones menos significativas se ignoran al determinar la clasificación; aunque pueden representarse gráficamente en una gráfica del diamante.
Al igual que en otros pasos de clasificación, la clasificación precisa de la claridad debe realizarse con el diamante suelto, es decir, sin engaste. Las inclusiones suelen ser difíciles de ver desde la corona del diamante y pueden quedar ocultas por el engaste.

### Tamaño
El primer factor de claridad que se evalúa es el tamaño de una característica de claridad. Las características más grandes suelen ser más visibles con aumento, lo que sitúa al diamante en un grado de claridad inferior.

### Número
El segundo factor de claridad que se evalúa es el número de imperfecciones que afectan a la claridad. Generalmente, cuantas más imperfecciones, menor es el grado de claridad. Esta evaluación se realiza juzgando su visibilidad, no por el número real de imperfecciones.

### Posición
El tercer factor de claridad que se evalúa es la posición de las imperfecciones. Cuando una inclusión se encuentra directamente debajo de la tabla del diamante, es más visible. Una inclusión debajo de la tabla y ubicada cerca de una faceta de pabellón se reflejará varias veces alrededor de la piedra, lo que le da a este tipo de inclusión el nombre de "reflector". Los reflectores se clasifican como si cada reflejo fuera una inclusión (aunque al graficar el diamante solo se grafica una vez). Por esta razón, los reflectores tienen un mayor impacto en el grado de claridad. Las inclusiones se vuelven menos visibles cuando se ubican debajo de las facetas de la corona o cerca del filetín de la piedra. Estas inclusiones suelen ser más visibles desde el lado del pabellón del diamante que desde el lado de la corona.
Además, la posición de grandes plumas, nudos y cristales incluidos que se extienden hasta el filetín o la corona de la piedra afecta el grado de claridad. Los diamantes usados en joyería suelen resistir la rotura; sin embargo, inclusiones de esta naturaleza y en estas posiciones pueden suponer un riesgo de que la rotura se extienda aún más en la estructura del diamante. Las inclusiones que se consideran con un riesgo al menos moderado de rotura para la piedra se clasifican en la categoría I o con inclusiones.

### Naturaleza
El cuarto factor de claridad que se evalúa es la naturaleza de una imperfección. Esta determina si es interna (se extiende hacia el interior de la piedra) o externa (se limita a la superficie de la piedra). Las características internas excluyen automáticamente al diamante de las categorías "Sin Defectos" e "Internamente Impecable". Las características externas excluyen al diamante de la categoría "Impecable".
Una característica interna de un diamante puede clasificarse como: magulladura, cavidad, astilla, clivaje, nube, cristal, pluma, centro de grano, hendidura natural, granulado interno, nudo, perforación láser, aguja, punta de alfiler o mechón.
Una característica externa de un diamante puede clasificarse como: abrasión, natural, muesca, picaduras, líneas de pulido, marca de pulido, rayado, granulado superficial o faceta adicional.
La naturaleza también determinará si una inclusión representa un riesgo para la piedra. Una inclusión que pueda causar una rotura en la estructura cristalina (incluidos el cristal, la pluma, el nudo y el clivaje) puede, dependiendo de su posición, presentar un riesgo moderado de rotura adicional.

### Color o relieve
El quinto factor de claridad que se evalúa es el color y el relieve de los defectos de claridad. Las características que contrastan con el diamante circundante se denominan "relieves". El grado en que este color y relieve son perceptibles afecta el grado de claridad del diamante. Inclusiones coloreadas presentan un mayor contraste y son más fáciles de ver. Una excepción es una inclusión puntiforme negra, que suele ser más difícil de ver que una blanca.

## Rareza y valor
Los diamantes se vuelven cada vez más raros a medida que aumenta su claridad. Solo alrededor del 20% de los diamantes extraídos tienen una claridad lo suficientemente alta como para ser considerados aptos para su uso como gema; el 80% restante se destina a uso industrial. De ese 20% superior, una porción significativa contiene una o más inclusiones visibles a simple vista tras una inspección minuciosa. Aquellos que no presentan una inclusión visible al examinar la gema a aproximadamente 15 cm de distancia se conocen como "limpios a simple vista", aunque a veces las inclusiones visibles pueden estar ocultas bajo el engaste de una pieza de joyería. Los diamantes gema más caros se encuentran dentro de los grados VS y SI, con piedras FL, IF e incluso VVS alcanzando precios considerablemente superiores. Las piedras FL e IF a veces se denominan "calidad de museo" o "grado de inversión" para indicar su rareza, aunque el término "grado de inversión" es engañoso, ya que históricamente los diamantes al venderse han tenido problemas de falta de liquidez y un valor de venta cuestionable.

## Mejora de la claridad
La perforación láser consiste en usar un rayo láser para crear un orificio que llegue hasta una inclusión coloreada, seguido de un lavado con ácido para eliminar el agente colorante. El grado de claridad es el grado resultante después del tratamiento. Este tratamiento se considera permanente.
La claridad también se puede mejorar rellenando la fractura, de forma similar a como se trata la grieta de un parabrisas. Estos diamantes a veces se denominan "diamantes con fracturas rellenadas". Los vendedores de renombre deben informar sobre este relleno, y las empresas de relleno reconocidas utilizan agentes de relleno que muestran un destello de color, comúnmente naranja o rosa, al observarlos de cerca. Existe un descuento significativo en el precio para los diamantes con relleno de fractura. El GIA no clasifica los diamantes con relleno de fractura, en parte porque el tratamiento no es tan permanente como el propio diamante. Las empresas de renombre suelen ofrecer tratamientos repetidos si el calor daña el relleno. El calor necesario para causar el daño es el de un soplete utilizado para trabajar en los engastes, y es fundamental informar a cualquier persona que trabaje en un engaste si el diamante tiene relleno de fractura, para que puedan aplicarle agentes refrigerantes y tener mayor cuidado al trabajarlo.
El GIA, por motivos de política del organismo, no clasifica los diamantes con claridad mejorada, pero sí clasifica los diamantes perforados con láser, ya que considera que la mejora es permanente. Si un informe de GIA incluye las palabras "claridad mejorada" o "relleno de fractura", seguramente se trata de un informe falso.